# 大眼直螢金花蟲
大眼直螢金花蟲（学名：Anadimonia latigasciata）为金花蟲科直螢金花蟲屬下的一个种。